# 川西郵便局 (兵庫県)
川西郵便局（かわにしゆうびんきょく）は、兵庫県川西市にある郵便局。民営化前の分類では集配普通郵便局であった。

## 概要
住所：〒666-8799 兵庫県川西市栄町13-18

### 併設施設
- ゆうちょ銀行川西店（大阪支店川西出張所）：取扱店番号431910

## 沿革
- 1960年（昭和35年）10月16日 - 特定郵便局から普通郵便局に局種別改定[1]。
- 1963年（昭和38年）9月1日 - 和文電報配達事務、国内欧文電報受付・配達事務および国際電報受付・配達事務を池田電報電話局に移管。
- 1968年（昭和43年）9月24日 - 川西市小花一丁目から同市栄町に移転。
- 1998年（平成10年）9月1日 - 外国通貨の両替および旅行小切手の売買に関する業務取扱を開始。
- 2007年（平成19年）10月1日 - 民営化に伴い、併設された郵便事業川西支店、ゆうちょ銀行川西店に一部業務を移管。
- 2012年（平成24年）10月1日 - 日本郵便株式会社発足に伴い、郵便事業川西支店を川西郵便局に統合。

## 取扱内容

### 川西郵便局
- 郵便、印紙、ゆうパック、内容証明
- 生命保険、バイク自賠責保険、自動車保険、がん保険
- 地方公共団体事務（兵庫県住宅再建共済基金利用申込取次）
- 川西市内の一部地域（〒666-00xx、〒666-08xx、〒666-85xx、〒666-86xx、〒666-87xxの区域）の集配業務
- ゆうゆう窓口

### ゆうちょ銀行川西店
- 貯金、貸付、為替、振替、振込、国際送金、外貨両替、国債、投資信託、変額年金保険
- ATM

## 周辺
- 川西市役所
- アステ川西・川西阪急百貨店
- 国道176号

## アクセス
- 阪急宝塚線、能勢電鉄妙見線 川西能勢口駅（北口）から徒歩約5分
- JR福知山線（JR宝塚線） 川西池田駅から徒歩約10分
- 阪急バス 川西郵便局前停留所下車
- 阪神高速池田線 川西小花出入口から西へ約900m
- 駐車場あり：4台